# Tiissansaari
Tiissansaari är en ö i Finland. Den ligger i sjön Korpijärvi och i kommunen Mäntyharju i den ekonomiska regionen  S:t Michel och landskapet Södra Savolax, i den södra delen av landet, 160 km nordost om huvudstaden Helsingfors. Öns area är 1,6 hektar och dess största längd är 250 meter i sydväst-nordöstlig riktning.